# Boroneddu
Boroneddu ist eine italienische Gemeinde (comune) mit 156 Einwohnern (Stand 31. Dezember 2023) im Westen Sardiniens in der Provinz Oristano. Die Gemeinde liegt etwa 33 Kilometer nordöstlich von Oristano.